# Наниев, Сослан Валерьевич
Сосла́н Вале́рьевич Нани́ев (род. 2 декабря 1989, Гурджаани, Грузинская ССР, СССР) — российский футболист, вратарь.

## Биография
Воспитанник СДЮШОР московского «Спартака», в 2007—2008 годах находился в системе «Алании». В 2009 году защищал цвета клуба «Машук-КМВ». В 2010—2012 годах выступал за «Кавказтрансгаз-2005». В августе 2012 года подписал контракт с «Черноморцем». В августе 2013 года перешёл в клуб грузинского элитного дивизиона «Спартак-Цхинвали», за который дебютировал 13 сентября в матче против «Металлурга» из Рустави (0:1). Завершил карьеру в 2016 году в «Сиони», вместе с которым стал финалистом национального кубка.

## Достижения
- Финалист Кубка Грузии: 2015/16
- Бронзовый призёр зоны «Юг» Второго дивизиона России: 2012/13